# Phyllocladus
Phyllocladus is de botanische naam van een geslacht van coniferen. Het geslacht wordt ingedeeld hetzij in de eigen familie Phyllocladaceae hetzij in de familie Podocarpaceae. Zij zijn morfologisch aanmerkelijk verschillend van de andere geslachten in die familie Podocarpaceae, maar modern onderzoek toont aan dat zij toch binnen die familie vallen.
Het geslacht komt voornamelijk voor op het zuidelijk halfrond, met name in Nieuw-Zeeland, Tasmanië en Maleisië.

## Kenmerken
De bomen kunnen 10-30 m hoog worden. De bladeren zijn dun, uiterst klein, schaalachtig, lang en maar een korte tijd groen. Ze worden al snel bruin. De meeste fotosynthese vindt plaats via de phyllocladen; deze ontwikkelen zich in de oksels van de schaalbladeren, en zijn enkelvoudig of samengesteld (afhankelijk van de soort). De zaadkegels zijn besachtig, gelijkaardig aan die van verscheidene andere Podocarpaceae-geslachten, in het bijzonder Halocarpus en Prumnopitys. De zaden worden verspreid door vogels.

### Vegetatieve kenmerken
Phyllocladus-soorten zijn bomen met een  hoogte tot 30 meter. De gladde bast is donkerbruin tot zwart en komt in grote, dunne stukken los. Phyllocladus-soorten verschillen van andere geslachten van de Podocarpaceae voornamelijk in de fotosynthetische organen. Ze hebben cladodiën, platte groene takken die op bladeren lijken en de fotosynthese overnemen, omdat de eigenlijke bladeren worden verkleind tot kleine schaal.

### Generatieve kenmerken
Phyllocladus-soorten zijn vaak eenhuizig, maar er zijn ook tweehuizige populaties. In tegenstelling tot veel Podocarpaceae, zijn de donkerbruine tot zwarte zaden twee tot twintig (meestal twee tot drie) in kegels.

## Locaties
De Phyllocladus-soorten gedijen voornamelijk in tropische, vochtige en gematigde hooglandregenwouden of nevelwouden. Deze omvatten:
- Nieuw-Zeeland met Phyllocladus trichomanoides
- Borneo met Phyllocladus hypophyllus
- Tasmanië met Phyllocladus aspleniifolius (Syn.: Phyllocladus rhomboidalis)

## Systematiek en verspreiding
Het geslacht Phyllocladus werd in 1825 opgericht door Louis Claude Richard in Charles François Brisseau de Mirbel: Mémoires du Muséum d'Histoire Naturelle, Volume 13, Pagina 48. Type soort is Phyllocladus billardierei Rich. ex Mirb. Het is een synoniem van Phyllocladus aspleniifolius (Labill.) Hook. f. Synoniemen voor Phyllocladus Rich. ex Mirb. nom. nadelen. zijn: Brownetera Rich. ex Tratt., Podocarpus Labill. niet L'Hér. ex Pers., Thalamia Spreng. Het geslacht Phyllocladus werd voorheen in een aparte familie Phyllocladaceae geplaatst. De Phyllocladaceae-familie werd in 1907 opgericht door Charles Edwin Bessey. David John de Laubenfels classificeerde het geslacht Phyllocladus in 1989 in de Podocarpaceae-familie. De Phyllocladus-soorten komen voor in Nieuw-Zeeland, Tasmanië, Papoea-Nieuw-Guinea, Borneo en op Sulawesi, de Molukken en de Filipijnen.

## Taxonomie
Het geslacht Phyllocladus bestaat uit de volgende soorten:
- Phyllocladus aspleniifolius (Labill.) Hook.f.
- Phyllocladus hypophyllus Hook.f.
- Phyllocladus toatoa Molloy
- Phyllocladus trichomanoides D.Don